# Cenfus
Cenfus († 674?) war von 672 bis 674 ein subregulus („Unterkönig“) der Gewissæ, einer Volksgruppe, die gegen Ende des 7. Jahrhunderts als Westsachsen das angelsächsische Königreich Wessex bildete.
Cenfus stammt aus dem Haus Wessex. Er war ein Sohn von Cenfrith, Enkel des Cuthgils und Urenkel des ehemaligen Königs Ceolwulf (Wessex). Er scheint sich nach König Cenwalhs Tod im Jahr 672 als Unterkönig von Seaxburg etabliert zu haben. Die Zusammenhänge in dieser politisch instabilen Zeit sind unklar. Mit dem Jahr 674 verschwanden Cenfus und Seaxburg aus den Quellen. Nachfolger wurde Cenfus’ Sohn Æscwine.